# Ciklum
Ciklum — международная компания, занимающаяся разработкой программного обеспечения и аутсорсингом ИТ-услуг, в которой работает более 3500 человек.
Центры разработки программного обеспечения и филиалы компании находятся в Великобритании, Швейцарии, Дании, Украине и Пакистане.

## Образовательные инициативы
В сентябре 2012 года Ciklum приняла участие в запуске Bionic University, первого украинского межкорпоративного IT-университета

.
В апреле 2014 года Ciklum вместе с другими IT-компаниями, работающими на Украине, инициировала запуск фонда Brain Basket Foundation с целью финансирования бесплатных тренингов для тех, кто желает изучать программирование. Эта инициатива направлена на развитие $2-миллиардной IT-индустрии Украины и её трансформацию в европейский IT-«локомотив», генерирующий 10 млрд долларов годового дохода и создающий 100 000 рабочих мест к 2020 году. Общий вклад компании Ciklum в развитие инициативы составляет 100 000$. Сэр Ричард Брэнсон поддержал инициативу Brain Basket Foundation в своем личном блоге: 

«Помимо вдохновляющих слов и видео, Украине нужны практические шаги, такие как Brain Basket … Фонд стремится сделать IT-индустрию движущим фактором в создании сильной экономики, координируя усилия по подготовке 100000 человек к 2020 году. Поддержка образования и создание новых рабочих мест может помочь Украине стать на ноги.»
Оригинальный текст (англ.)As well as inspiring words and videos, Ukraine also needs practical steps such as Brain Basket Foundation, which launches today. The foundation is aiming to make IT a driving factor in creating a strong economy, coordinating efforts to train 100,000 people by 2020. By boosting education and creating new jobs, it could help Ukraine get back on its feet.

## История
Компания Ciklum была основана в 2002 в Украине (г. Киев) датским уроженцем Торбеном Майгаардом, который возглавлял Совет директоров до 2019 года. С момента основания, компания выросла до более чем 3500 сотрудников.
В 2009 году приобретает основные активы компании Mondo, которая объявила себя банкротом.
В 2011 году приобретает 50 % акций SCR Gruppen (Дания).
В 2013 году приобретает датскую IT-аутсорсинговую компанию Kuadriga.
В 2014 году становится партнером Intel Software.
В марте 2014 года компания Ciklum предложила новому национальному правительству Украины предпринять ряд действий с целью защиты украинской IT-индустрии в условиях политической нестабильности. Торбен Майгаард, генеральный директор Ciklum, написал открытое письмо министру экономики Украины Павлу Шеремете, призывая к совместным действиям для обеспечения стабильности позиций IT-индустрии страны.
В конце 2015 года контрольный пакет в Ciklum приобрел американский инвестор Джордж Сорос. Вскоре были открыты девелоперские офисы компании в Испании, Польше и в Пакистане. С августа 2017 года генеральным директором компании является Майкл Бустридж.

## Рейтинги и награды
Ciklum входит в Топ-100 Global Services Provider 2011 года.
В 2012 и 2013 году Форбс Украина включает Ciklum в топ-5 крупнейших аутсорсинговых компаний B Украине.
20 мая 2013 — компании Gartner Inc. назвала Ciklum «Cool Vendor» в своем отчёте ‘Cool Vendors in Application Services, 2013’.
В 2015 году Ciklum занимает 5-е место в топ-25 крупнейших IT-компаний Украины.
В 2015 компания Ciklum прошла процесс сертификации системы менеджмента качества ISO 9001: 2015
В 2017 году организация успешно прошла сертификацию информационной безопасности на основе стандарта ISO 27001
В 2018 году компания Ciklum получила награду "Выдающийся IoT проект " на церемонии награждения Computing’s Big Data Excellence Awards.
В 2018 году отдел тестирования компании Ciklum получил награду European Software Testing Award в категории "Глобальная команда года по тестированию".
В 2018 году компания Ciklum получила сертификацию по стандарту ISO 22301 Система менеджмента непрерывности бизнеса